# Information Society
Information Society (también conocida como InSoc) es una banda estadounidense de música electrónica originaria de Minneapolis, Minnesota, Estados Unidos. El nombre fue elegido inspirándose en el término «Ingsoc», de la novela «1984». Desde sus bases nacieron los primeros elementos del techno soft, mezcla del synth melódico, elementos del funk y soul. 
Forjaron el paradigma del el freestyle y el synth pop estadounidense, siendo considerados el mejor exponente del mismo al otro lado del Océano Atlántico y fueron la respuesta estadounidense a la segunda invasión británica; generando con ello un puñado de bandas emergentes que siguieron su legado. Sus temas más conocidos son Whats on your mind, Repetition y Walking Away. Son conocidos por su gran cantidad de seguidores en Brasil, Japón, España y México. 

## Historia

### Orígenes (1982/1987)
La banda se formó en Minnesota, en 1982, y realizaron música electrónica de vanguardia con adornos hip-hop, dub y electro. En 1983 lanzaron dos álbumes, el EP «The InSoc» y «Creatures of influence». Dos años más tarde lanzó «Running», el primer sencillo del grupo, que se convirtió en un éxito popular en los clubes de baile latino de la Ciudad de Nueva York y los puso en el mapa. La canción, una mezcla de electro y freestyle, fue escrita y cantada por Murat Konar, que dejó la banda poco después. Su éxito creciente llevó al grupo a moverse de su Minneapolis natal a Nueva York.

### Éxito Internacional (1988/1995)
La fama les llegó en 1988 con el sencillo What's on Your Mind (Pure Energy), un sencillo de dance/synthpop que incluyó las frases «pure energy» y «It's worked so far, but we're not out yet!» de la película Star Trek, la primera pronunciada por Mr. Spock, (Leonard Nimoy), y la segunda por el Dr. McCoy, (DeForest Kelley). El grupo también publicó su álbum debut de nombre homónimo, Information Society ese mismo año. También produjo otro Top 10 Billboard con Walking Away, que alcanzó el N.º 5 en las listas de baile y N.º 9 en el «Billboard 100 Hot». Kramer dejó la banda poco después de su publicación. Un tercer sencillo, la balada Repetition logró alcanzar el N.º 76. El cuarto sencillo del álbum fue un cover de Lay All Your Love on Me de ABBA, que alcanzó el N.º 23 en el chart de baile y el N.º 83 en el Hot 100.
El segundo álbum, Hack (1990), no fue tan exitoso, pero tuvo un hit, Think, que también fue N.º 5 en la lista de Dance Club. How Long fue N.º 20 y gracias a ellos el álbum logró vender bastante bien a finales de 1990, permaneciendo en las listas Billboard durante catorce semanas logrando un puesto número 77. Un tercer sencillo, Now That I Have You, fue remezclado y enviado a varios DJs pero nunca fue publicado. En enero de 1991 la banda se presentó en el festival Rock In Rio II actuando ante 190.000 aficionados en el Estadio Maracaná. 
El tercer lanzamiento del grupo, «Peace and Love, Inc.» (1992), demostró ser más potente y aclamado por la crítica, aunque su sello no hizo mucho para promocionarlo a pesar de la producción de Karl Bartos de la legendaria banda electrónica Kraftwerk. El primer sencillo, Peace & Love Inc., alcanzó el número 10 en el Billboard Dance Chart.

### Cuarto álbum y separación temporal (1997/2005)
En 1997 la banda lanzó un cuarto álbum, «Do not Be Afraid». Escrito por Kurt Harland en solitario y producido por Steven Seibold, fue un LP más industrial que los álbumes anteriores pero la discográfica hizo poco para promocionarlo. El amor de Harland por los materiales relacionados con la informática continuó siendo evidente, ya que el álbum incluía un CD-ROM lleno de material adicional, que aún no era común en 1997. El disco incluía una selección de samples utilizados en la producción del álbum, diseños artísticos de los fanes de InSoc, un programa para generar los grafismos distintivos utilizados en la portada del álbum, y el video musical de «Peace & Love, Inc.»
Como atractivo promocional se animaba al descubrimiento de una pista extra llamada «White Roses». La búsqueda del "tesoro" comenzaba con la decodificación de la señal de un módem grabada al final del CD de audio, que resultaba ser un mensaje de texto de Harland que indicaba un sitio web donde buscarla. Incluía también un cover del tema de Gary Numan «Are 'Friends' Electric?» y la pista «Ozar Midrashim», más tarde utilizado como tema principal para el videojuego «Soul Reaver». El álbum tuvo un segundo lanzamiento en una versión remasterizada en 2008, esta vez con «White Roses» incluido.
El álbum remix, «InSoc Recombinant» fue publicado en 1999 ofreciendo  éxitos anteriores del grupo remezclados por varios artistas. Las voces de las canciones previas a «Don't Be Afraid» no eran las originales, sino que eran nuevas versiones grabadas por Harland en solitario, específicamente para el uso de los remezcladores. Incluido en un bono, los CD-ROM no publicados eran copias digitales de la mayoría de los videos promocionales de la banda, incluyendo una copia de «Peace and Love Inc.», video de mayor calidad que el distribuido con «Don't Be Afraid». Sin embargo, este CD-ROM no incluía el video «How Long».

### Reencuentro (2006/actualidad)
Tras varios recopilatorios Paul Robb y James Cassidy volvieron a reunir a la banda en 2006, inicialmente con Christopher Anton como vocalista, un año más tarde Harland se reunió con ellos hasta la actualidad. En junio de 2018, InSoc se asoció con su antiguo sello Tommy Boy Entertainment para el lanzamiento de su nuevo sencillo, Nothing Prevails, para su descarga en línea. Hay 2 versiones, una en inglés y otra en alemán.

## Discografía

### Álbumes de estudio
- Information Society (1988) Platino US #25
- Hack (1990) #77 US
- Peace and Love, Inc. (1992)
- Don't Be Afraid (1997, Versión Resmaterizada in 2008)
- Synthesizer (2007)
- Hello World (2014)
- Orders Of Magnitude (2016)

### Sencillos
- "Running" #2 Dance
- "What's on Your Mind (Pure Energy)" (1988) #3 Pop, #1 Dance
- "Walking Away" (1989) #9 Pop, #5 Dance
- "Repetition" (1989) #76 Pop
- "Lay All Your Love on Me" (1989) #83 Pop, #23 Dance
- "Think" (1990) #28 Pop, #5 Dance
- "How Long" (1991) #20 Dance
- "Peace & Love, Inc." (1992) #1 Dance
- "Going, Going, Gone" (1993)
- "Are Friends Electric?" (1997)
- "What's on Your Mind (Pure Energy)" Remixed (1998) - Recombinant mixes released as a 12" single.
- "Running" Remixed Re-release (2001) #2 Dance
- "What's on Your Mind (Pure Energy)" Remixed (2001) #2 Dance
- "Baby Just Wants" (2007)
- "Back in the Day" (2007)
- "I Like the Way You Werk It" (2007)
- "The Land Of The Blind" (2014)
- "Get Back" (2014)

### Vídeos
- It Is Useless to Resist Us: 25 Years of Information Society (2009)